# Беристайн, Луис
Луис Беристайн исп. Luis Beristáin (20 июня 1918, Мехико, Мексика — 1 апреля 1962, там же) — мексиканский актёр.

## Биография
Родился 20 июня 1918 года в Мехико. Прежде чем стать актёром, он работал бухгалтером. Дебютировал как актёр театра в спектакле «Тот, кто получает пощечины» в 1943 году и в фильме «Огненные джунгли» в 1945 году, затем работал на телевидении. Помимо того, что он был актёром, он был театральным режиссёром. В основном его характеризовали как актёра второго плана, и он работал вместе с такими актёрами, как Мария Тереса Монтойя, Сильвия Пиналь, Карлос Орельяна, Энрике Рамбаль, Мече Барба и др. В 1961 году он снялся в своём последним фильме под названием «Ангел-истребитель» режиссёра Луиса Бунюэля.
Скорпостижно скончался 1 апреля 1962 года в Мехико от инфаркта миокарда.

## Личная жизнь
Луис Беристайн был женат трижды.
- Его первой женой была Мария Роблес Шарль, от которой у него было трое детей: Ана Мария, Луис и Мария Сесилия.
- Имя второй жены неизвестно.
- Его третьей и последней женой была актриса Долорес Беристейн, от которой у него было двое сыновей Артуро и Франсиско — оба актёры.

## Фильмография

### Телесериалы
- 1958 — Запретная тропа

### Фильмы
- 1962 — Ангел-истребитель